# Алкадарский сельсовет
Алкадарский cельсовет  — административно-территориальная единица и муниципальное образование со статусом сельского поселения в Сулейман-Стальском районе Дагестана Российской Федерации.
Административный центр — село Алкадар.

## Население
| 2002  | 2010  | 2012  | 2013  | 2014  | 2015  | 2016  |
| ----- | ----- | ----- | ----- | ----- | ----- | ----- |
| 1689  | ↘1688 | ↘1667 | ↘1658 | ↘1626 | ↘1622 | ↘1616 |
| 2017  | 2018  | 2019  | 2020  | 2021  | 2023  | 2024  |
| ↘1586 | ↘1579 | ↘1576 | ↘1568 | ↗1770 | ↗1771 | ↗1783 |
| 2025  |       |       |       |       |       |       |
| ↘1771 |       |       |       |       |       |       |

## Состав
| № | Населённый пункт | Тип населённого пункта       | Население |
| - | ---------------- | ---------------------------- | --------- |
| 1 | Алкадар          | село, административный центр | ↗996      |
| 2 | Сардаркент       | село                         | ↗774      |